# Моника Оспронг
 Моника Оспронг  ( 7. јануар 1969) је норвешка песникиња и преводилац.

## Биографија
Моника Оспронг је норвешка песникиња која живи у Стокхолму.
2004-2010 похађа наставу на Форфаттстудиет у БЗ (комуна, Телемарк).
2009. Скриваракадемину у Стокхолму.
2004-2007 Лирикваненененс Редаксјонсрад.
2003-04 Фриа семинар и књижевни критичар, Кунтер критичар, Кунгалв.
2003 Иницијатор и коуредник Књижевне Лоуиса Норденфелда.
1999 -2001 Уредник књижевности у Моргенбладету.
Оспронг је дебитовала 1997. године романом „Између Алекса Гобулева и мене“.

## Стваралаштво
Рад норвешке песникиње Монике Оспронг карактерише мноштво тема и експерименталних форми, типографских елемената и синтеза са другим уметничким облицима.
Често се игра звуцима, фрагментима речи и асоцијацијама. Речи се мењају на готово калеидоскопски начин попут фуге. Понекад се реч распада и дели на звукове, враћајући је у њен најосновнији облик. То понекад узрокује низове издужених самогласника који готово изгледају као да су узети из Бахових кантата.
Такође у текстуалном контексту она настоји да открије специфичну реч, кроз књиге, инсталације и звучне инсталације. Након што је магистрирала на Краљевском институту за уметност у Стокхолму (2012—13) у својој поетској пракси открива границе књиге и границе између визуелне и аудио уметности.

## Одабрана дела
- између Алекса Гобулева и мене (Tiden, 1997)[6].
- Војничка пијаца(N.W. Damm & Søn, 2006)[7].
- Дете поезије(Cappelen Damm, 2010)[7]
- Округла химна (Витлејем / Јерусалим)(Cappelen Damm, 2013)[8].
- Мнемозинска номенклатура I-IX(presentert ved utstillingen ‘Avskygninger’, Kristiansand kunsthall i 2018)[9].
- Олиго. О форми и садржају(H/o/F 2019)[10].

## Преводи и рецензије (Избор)
- Мидленд, Стридсберг, Сара
- Школа снова, Сара Стридсберг
- Мила река, Сара Стридсберг
- Дакле , Томас Бернхард
- Огист Роден / Писмо Сезану , Рајнер Марија Рилке
- Меланхоличне собе, Карин Јоханссон
- Велико зло, Линда Бустрем Кнаусгор[11].